# بوب وارنر
بوب وارنر هو لاعب هوكي الجليد كندي، ولد في 13 ديسمبر 1950 في غريمسبي في كندا.

## وصلات خارجية
- بوب وارنر على موقع دوري الهوكي الوطني (الإنجليزية)
- بوب وارنر على موقع EliteProspects.com (الإنجليزية)
- بوب وارنر على موقع HockeyDB.com (الإنجليزية)
- بوب وارنر على موقع Hockey-Reference.com (الإنجليزية)